# Буха, Павел
Павел Буха (чеш. Pavel Bucha; 11 марта 1998, Нелагозевес, Чехия) — чешский футболист, полузащитник клуба «Цинциннати».

## Клубная карьера
Буха — воспитанник столичного клуба «Славия». 17 февраля 2018 года в матче против «Высочины» он дебютировал Первой лиге. Летом 2018 года Буха перешёл в «Викторию» из Пльзени. 11 октября в поединке Кубка Чехии против «Вишкова» Павел дебютировал за новый клуб. В начале 2019 года для получения игровой практики Буха был отдан в аренду в «Млада-Болеслав». 23 февраля в матче против «Яблонеца» он дебютировал за новую команду. 3 мая в поединке против «Теплице» Павел забил свой первый гол за «Младу-Болеслав».
В начале 2020 года Буха вернулся в «Викторию». 22 февраля в поединке против «Пршибрама» Павел сделал хет-трик, забив свои первые голы за клуб.
7 февраля 2024 года Буха перешёл в клуб MLS «Цинциннати», подписав контракт до конца сезона 2026 с опцией продления на сезон 2027. За американский клуб он дебютировал 22 февраля в матче Кубка чемпионов КОНКАКАФ 2024 против ямайского клуба «Кавалир».

## Достижения
Виктория Пльзень
- Чемпион Чехии: 2021/22